# Rembrandt Award
De Rembrandt Award was de enige Nederlandse publieksprijs voor films, die sinds 1993 wordt uitgereikt. Van 1999 tot en met 2006 werd de prijs niet uitgereikt, maar in 2007 werd de prijs opnieuw in het leven geroepen door René Mioch. Hij stelt samen met een vakjury een lijst samen met genomineerde films en acteurs in diverse categorieën, waarop het publiek kan stemmen. In elke categorie gaat een prijs naar zowel een Nederlandse als een buitenlandse filmster of productie. Na 2015 is er geen Rembrandt Award meer uitgereikt.

## Winnaars

### 2007
- Zwartboek – Beste Nederlandse Film
- Daniël Boissevain voor Wild Romance – Beste Nederlandse Acteur
- Carice van Houten voor Zwartboek – Beste Nederlandse Actrice
- Pirates of the Caribbean: Dead Man's Chest Special Edition – Beste DVD Release
- Pirates of the Caribbean: Dead Man's Chest – Beste Buitenlandse film
- Johnny Depp voor Pirates of the Caribbean: Dead Man's Chest – Beste Buitenlandse Acteur
- Meryl Streep voor The Devil Wears Prada – Beste Buitenlandse Actrice
- Henny Vrienten – Ere-Rembrandt Award voor tientallen filmcomposities

### 2008
- Alles is Liefde – Beste Nederlandse Film
- Thomas Acda voor Alles is Liefde – Beste Nederlandse Acteur
- Carice van Houten voor Alles is Liefde – Beste Nederlandse Actrice
- Zwartboek – Beste DVD Release
- Pirates of the Caribbean: At World's End – Beste Buitenlandse film
- Johnny Depp voor Pirates of the Caribbean: At World's End – Beste Buitenlandse Acteur
- Keira Knightley voor Pirates of the Caribbean: At World's End en Atonement – Beste Buitenlandse Actrice
- Pierre Bokma en Goldie Hawn – Ere-Rembrandt Awards

### 2009
- Oorlogswinter – Beste Nederlandse Film
- Martijn Lakemeier voor Oorlogswinter – Beste Nederlandse Acteur
- Melody Klaver voor Oorlogswinter – Beste Nederlandse Actrice
- Alles is Liefde – Beste DVD Release
- Ilse DeLange met Miracle uit Bride Flight – Beste Filmhitsong
- Mamma Mia! – Beste Buitenlandse film
- Heath Ledger voor The Dark Knight – Beste Buitenlandse Acteur
- Meryl Streep voor Mamma Mia! – Beste Buitenlandse Actrice
- Willeke van Ammelrooy – Ere-Rembrandt Award

### 2010
- Komt een vrouw bij de dokter – Beste Nederlandse Film
- Barry Atsma voor Komt een vrouw bij de dokter – Beste Nederlandse Acteur
- Carice van Houten voor Komt een vrouw bij de dokter – Beste Nederlandse Actrice
- Harry Potter and the Half-Blood Prince – Beste DVD/Blu-ray Release
- Kane met Love Over Healing uit Komt een vrouw bij de dokter – Beste Filmhitsong
- Avatar – Beste Buitenlandse film
- Brad Pitt voor The Curious Case of Benjamin Button – Beste Buitenlandse Acteur
- Sandra Bullock voor The Proposal – Beste Buitenlandse Actrice
- Jany Temime – Ere-Rembrandt Award voor haar werk als kostuumontwerpster

### 2011
- New Kids Turbo – Beste Nederlandse Film
- Jeroen van Koningsbrugge voor Loft – Beste Nederlandse Acteur
- Carice van Houten voor De gelukkige huisvrouw – Beste Nederlandse Actrice
- Avatar – Beste DVD/Blu-ray Release
- Paul Elstak en de New Kids met Turbo uit New Kids Turbo – Beste Filmhitsong
- Inception – Beste Buitenlandse Film
- Johnny Depp voor Alice in Wonderland – Beste Buitenlandse Acteur
- Angelina Jolie voor Salt – Beste Buitenlandse Actrice
- René Mioch – Ere-Rembrandt voor 25 jaar in het vak
- Renée Soutendijk – Ere-Rembrandt voor filmcarrière

### 2012
- Gooische Vrouwen – Beste Nederlandse Film
- Rutger Hauer voor De Heineken Ontvoering – Beste Nederlandse Acteur
- Carice van Houten voor Black Butterflies – Beste Nederlandse Actrice
- Corry Konings met Hoeren neuken nooit meer werken uit New Kids Nitro – Beste Filmhitsong
- Razend – Beste Jeugdfilm
- Harry Potter and the Deathly Hallows: Part 2 – Beste Buitenlandse Film
- Colin Firth voor The King's Speech – Beste Buitenlandse Acteur
- Natalie Portman voor Black Swan – Beste Buitenlandse Actrice
- Hans Kemna – Ere-Rembrandt voor zijn bijdrage aan de Nederlandse filmbranche

### 2013
- Alles is familie – Beste Nederlandse Film
- Thijs Römer voor Alles is familie – Beste Nederlandse Acteur
- Carice van Houten voor Alles is familie – Beste Nederlandse Actrice
- Racoon met Oceaan uit Alles is familie – Beste Filmhitsong
- Achtste-groepers huilen niet – Beste Jeugdfilm
- Intouchables – Beste Buitenlandse Film
- Daniel Craig voor Skyfall – Beste Buitenlandse Acteur
- Meryl Streep voor The Iron Lady – Beste Buitenlandse Actrice

### 2014
- De nieuwe wildernis – Beste Nederlandse Film
- Barry Atsma voor Mannenharten – Beste Nederlandse Acteur
- Angela Schijf voor Daglicht – Beste Nederlandse Actrice
- BLØF en Nielson met Mannenharten uit Mannenharten – Beste Filmhitsong
- Spijt! – Beste Jeugdfilm
- The Hunger Games: Catching Fire – Beste Buitenlandse Film
- Leonardo DiCaprio voor The Great Gatsby – Beste Buitenlandse Acteur
- Jennifer Lawrence voor The Hunger Games: Catching Fire – Beste Buitenlandse Actrice
- Nelly Frijda – Ere-Rembrandt

### 2015
- Gooische Vrouwen 2 – Beste Nederlandse Film
- Tygo Gernandt voor Bloedlink – Beste Nederlandse Acteur
- Linda de Mol voor Gooische Vrouwen 2 – Beste Nederlandse Actrice
- Mr. Probz met Nothing Really Matters uit Gooische Vrouwen 2 – Beste Filmhitsong
- Oorlogsgeheimen – Beste Jeugdfilm
- 12 Years a Slave – Beste Buitenlandse Film
- Leonardo DiCaprio voor The Wolf of Wall Street – Beste Buitenlandse Acteur
- Angelina Jolie voor Maleficent – Beste Buitenlandse Actrice
- Gijs Scholten van Aschat – Ere-Rembrandt